# To be or nothing to eat
|  | Denne artikel er oprettet af botten PalnaBot ud fra en ekstern database. Den kan derfor have sproglige fejl eller mangler. Denne skabelon kan fjernes efter kontrol af indholdet. |

To be or nothing to eat er en kortfilm instrueret af Torben Skjødt Jensen efter manuskript af Ane Kirstine Bruland.

## Handling
Musikalsk crazy-komedie om den kække Saxi, der ankommer til et gigantisk supermarked med sin trofaste basklarinet. På en kæmpestor plakat lokker en smuk kvinde med chokolade, og straks bevæger Saxi sig mod de søde sager. Men han må ikke komme ind i det forjættede superland uden at aflevere sin klarinet, og det vil Saxi ikke.